# Limo
Il limo è un inerte di granulometria fine, compresa tra quella delle sabbie, più grossolana (>63 µm), e quella delle argille, più fine (<4 µm), che viene trasportato in sospensione dai fiumi e si deposita sul letto dei corsi d'acqua o sui terreni che hanno subito inondazioni.
Si trova anche in stagni e paludi. Può derivare dagli impianti di lavorazione degli inerti e, più esattamente, dalla sedimentazione delle acque di lavaggio degli inerti stessi.

## Caratteristiche
Classico esempio di limo è il deposito alluvionale lasciato nelle piene stagionali dai grandi fiumi, come ad esempio il limo deposto dal Nilo dopo le sue periodiche inondazioni, che apportava terreno fertile per le coltivazioni degli antichi Egizi.
Dal punto di vista geotecnico, il limo è la frazione fine di terreno naturale sciolto che, a differenza dell'argilla, non possiede coesione e pertanto non ha un comportamento plastico; inoltre, nel limo è solitamente compresa della frazione organica, che favorisce la fertilità del terreno. La distinzione tra limo e argilla è pertanto legata, oltre che alla granulometria, al comportamento del materiale (plastico o non plastico), che viene generalmente accertato con la determinazione dei limiti di Atterberg; ciò nonostante, molte norme tecniche tendono a definirlo dal punto di vista della dimensione dei grani, pur riconoscendo che la distinzione tra limo e argilla dal punto di vista granulometrico è meno significativa rispetto a quella condotta secondo la prova di plasticità.
Generalmente il limo comprende la frazione di sedimento avente grani di diametro equivalente sferico inferiore ai 75 micron e superiore a 2 micron.
Può trovarsi in numerose saline, di cui ricopre le vasche, come nelle saline di Cervia.
La diagenesi del limo porta alla formazione delle siltiti.